# The Lavender Hill Mob
The Lavender Hill Mob (O Mistério da Torre) é um filme de comédia de 1951 dos Estúdios Ealing, escrito por T. E. Clarke, dirigido por Charles Crichton, estrelado por Alec Guinness e Stanley Holloway e com Sid James e Alfie Bass. O título refere-se a Lavender Hill, uma rua em Battersea, um distrito do sul de Londres, no distrito de código postal SW11, nas cercanias da estação ferroviária de Clapham Junction.
O British Film Institute classificou The Lavender Hill Mob como o 17º maior filme britânico de todos os tempos. Também está incluído na lista dos 1000 melhores filmes de todos os tempos do The New York Times. O filme original foi restaurado e reeditado digitalmente nos cinemas do Reino Unido em 29 de julho de 2011 para celebrar seu 60º aniversário.

## Sinopse
Henry Holland é um veterano funcionário do banco da Inglaterra que sonha com riqueza e tranquilidade. Seu mais novo amigo, Alfred Pendlebury, trabalha na fabricação de pequenas lembrancinhas e juntos eles planejam desviar uma boa quantidade de ouro do banco. Contando com a ajuda de dois ladrões profissionais, eles conseguem executar o crime, mas as confusões ainda estão começando.

## Elenco
- Alec Guinness como Henry "Dutch" Holland
- Stanley Holloway como Alfred "Al" Pendlebury
- Sid James como Lackery Wood
- Alfie Bass como Shorty Fisher
- Marjorie Fielding como a Sra. Chalk
- Edie Martin como a senhorita Evesham
- John Salew como Parkin
- Ronald Adam como Turner
- Arthur Hambling como Wallis
- Gibb McLaughlin como Godwin
- John Gregson como Farrow
- Clive Morton como sargento da estação
- Sydney Tafler como Clayton
- Marie Burke como Senora Gallardo
- Audrey Hepburn como Chiquita
- William Fox como Gregory
- Michael Trubshawe como embaixador britânico
- Jacques B. Brunius, Paul Demel, Eugene Deckers e Andreas Malandrinos como funcionários aduaneiros
- Cyril Chamberlain como comandante
- Moultrie Kelsall como detetive superintendente
- Christopher Hewett como inspetor Talbot
- Meredith Edwards como P.C. Williams
- Patrick Barr como inspetor de detetives da divisão
- David Davies como policial da cidade
- Desmond Llewelyn como funcionário da alfândega (não creditado)
- Richard Wattis como oposição MP (não creditado)

## Produção
Diz-se que o roteirista Clarke surgiu com a ideia de um funcionário roubando seu próprio banco enquanto fazia pesquisas para o filme Pool of London de 1951, um thriller policial em torno de um roubo de joias. Ele consultou o Banco da Inglaterra sobre o projeto e montou um comitê especial para aconselhar sobre a melhor maneira de realizar o assalto. As filmagens de localização extensiva foram feitas em Londres e Paris. As cenas mostram Londres ainda marcada por locais de bombardeio da Segunda Guerra Mundial.